# Merhavim
Merhavim (en hebreu, מרחבים) és un consell regional del districte del Sud d'Israel.
El municipi de Merhavim agrupa els següents nuclis de població:
- Bitha (בטחה)
- Eshbol (אשבול)
- Eshel Hanasi (אשל הנשיא)
- Gilat (גילת)
- Mabbu'im (מבועים)
- Mahane Yafa (מחנה יפה)
- Maslul (מסלול)
- Nir Aqiva (ניר עקיבא)
- Nir Moshe (ניר משה)
- Pa'ame Tashaz (פעמי תשז)
- Pattish (פטיש)
- Peduyim (פדויים)
- Qelahim (קלחים)
- Rannen (רנן)
- Sede Zevi (שדה צבי)
- Talme Bilu (תלמי בילו)
- Tifrah (תפרח)